# 辛皮駅
辛皮駅（からかわえき）は、京都府宮津市小田にある、WILLER TRAINS（京都丹後鉄道）宮福線の駅である。駅番号はF11。

## 歴史
- 1988年（昭和63年）7月16日：宮福鉄道（現・北近畿タンゴ鉄道）宮福線の駅として開業[1]。
- 2013年（平成25年）3月16日：ダイヤ改正で、夕方の福知山行き快速1本が停車。当駅から宮津駅まで通学利用する中学生兄妹の便宜を図るため[2]。快速「大江山」2号、福知山行きのみが停車する。
- 2015年（平成27年）4月1日：WILLER TRAINSへの移管により、京都丹後鉄道宮福線の駅となる。
- 2017年（平成29年）3月4日：快速列車の停車駅を見直し。快速「大江山4号」（宮津駅18時13分発）福知山行きは当駅通過となる。

## 駅構造
尾根を切り崩した高所にある地上駅で、南北に線路が伸び、東側に1面1線の単式ホームがある。ホームの南北にそれぞれ入口があり、階段と傾斜路で往来する。分岐器や絶対信号機がないため、停留所に分類される。無人駅で駅舎は設けられておらず、自動券売機も設置されていない。

## 利用状況
利用客は極めて少ない。なお、1日の平均乗車人員は以下の通りである。
| 乗車人員推移 | 乗車人員推移 |
| 年度         | 1日平均人数  |
| ------------ | ------------ |
| 1999         | 11           |
| 2000         | 5            |
| 2001         | 5            |
| 2002         | 5            |
| 2003         | 5            |
| 2004         | 3            |
| 2005         | 5            |
| 2006         | 0            |
| 2007         | 3            |
| 2008         | 3            |
| 2009         | 5            |
| 2010         | 5            |
| 2011         | 3            |
| 2012         | 3            |
| 2013         | 4            |
| 2014         | 3            |
| 2015         | 3            |
| 2016         | 3            |
| 2017         | 5            |
| 2018         | 3            |
| 2019         | 3            |

## 駅周辺
駅の西側には由良川水系の桧川が南北に流れ、川の両岸に田畑があり、民家が散在する。駅の東側の山の斜面には線路に沿って京都縦貫自動車道（綾部宮津道路）が通っている。

## 隣の駅
WILLER TRAINS（京都丹後鉄道）
■宮福線
大江山口内宮駅 (F10) - 辛皮駅 (F11) - 喜多駅 (F12)